# Risa Ushijima
Risa Ushijima (jap. 牛島 里咲 Ushijima Risa; * 10. Mai 1996 in Maebashi, Gunma) ist eine japanische Tennisspielerin.

## Karriere
Ushijima begann mit acht Jahren mit dem Tennissport und spielt vorrangig auf der ITF Women’s World Tennis Tour, wo sie bislang einen Titel im Einzel gewinnen konnte.
Bei der Sommer-Universiade 2017 belegte sie im Dameneinzel den 5. Platz.

## Turniersiege

### Einzel
| Nr. | Datum        | Turnier | Kategorie   | Belag     | Finalgegnerin   | Ergebnis |
| --- | ------------ | ------- | ----------- | --------- | --------------- | -------- |
| 1.  | 7. Juni 2015 | Ariake  | ITF $10.000 | Hartplatz | Vojislava Lukić | 6:3, 6:4 |